# Квілу
Квілу (фр. Kwilu) — провінція Демократичної Республіки Конго, розташована на заході країни.

## Географія
До конституційної реформи 2005 року Квілу була частиною колишньої провінції Бандунду. Адміністративний центр — Кіквіт.
Населення провінції — 2144415 чоловік (2005).

## Адміністративний поділ

### Міста
- Кіквіт

### Території
- Багата
- Балунгу-Кіквіт
- Гунгу
- Ідіофа
- Масі-Манімба